# Юніон Тауншип (округ Джефферсон, Пенсільванія)
Юніон Тауншип (англ. Union Township) — селище (англ. township) в США, в окрузі Джефферсон штату Пенсільванія. Населення — 844 особи (2020).

## Демографія
Згідно з переписом 2010 року, у селищі мешкало 855 осіб у 357 домогосподарствах у складі 258 родин. Було 433 помешкання
Расовий склад населення:
| - 99,1 % — білих - 0,2 % — корінних американців |

До двох чи більше рас належало 0,4 %. Частка іспаномовних становила 0,5 % від усіх жителів.
За віковим діапазоном населення розподілялося таким чином: 20,6 % — особи молодші 18 років, 60,2 % — особи у віці 18—64 років, 19,2 % — особи у віці 65 років та старші. Медіана віку мешканця становила 44,8 року. На 100 осіб жіночої статі у селищі припадало 97,0 чоловіків;  на 100 жінок у віці від 18 років та старших — 94,0 чоловіків також старших 18 років.
Середній дохід на одне домашнє господарство  становив 71 183 долари США (медіана — 49 722), а середній дохід на одну сім'ю — 83 944 долари (медіана — 58 125). Медіана доходів становила 39 643 долари для чоловіків та 35 750 доларів для жінок. За межею бідності перебувало 14,2 % осіб, у тому числі 25,4 % дітей у віці до 18 років та 9,2 % осіб у віці 65 років та старших.
Цивільне працевлаштоване населення становило 362 особи. Основні галузі зайнятості: освіта, охорона здоров'я та соціальна допомога — 25,1 %, виробництво — 23,2 %, роздрібна торгівля — 10,2 %, будівництво — 9,9 %.